# キルタ
キルタ（Kirta、Keret）は、古代メソポタミア、ミタンニの王。

## 略歴
キルタはフルリ人の伝説的な王である。ミタンニ朝を創始したと考えられているが、碑文は存在しない。キルタは紀元前1500年頃に生きていたと思われる。
ウガリットの粘土の石版から出てくるケレトの伝説は、ケレトの王家がほぼ消滅したことを物語っているが、それはずっと後にキルタの子孫に敵対する国によって書かれたものである。テキストには 彼の子供たちは皆死に、彼の妻は去った。夢の中で創造神イルは、雨神バアルに助けを求め、新しい妻を探すために遠征を開始するように指示する。彼は旅をしている途中、母なる女神アーシラトの祠を訪れる。彼は妻を見つけたら女神に黄金の像を捧げると約束した。キルタは妻を見つけ、数人の子供をもうけたが、アーシラトとの約束を忘れてしまう。アーシラトは衰弱性の病でキルタを罰するが、イルは再び救助に来る。他の子供たちは彼が王位に戻ったことを喜んでいるが、キルタが病気の間に人気を博していた長男のYassibは、王位を乗っ取ろうとする。キルタはYassibを呪い、そこでテキストは終了する。